# Chapada (géologie)
Pour les articles homonymes, voir Chapada.

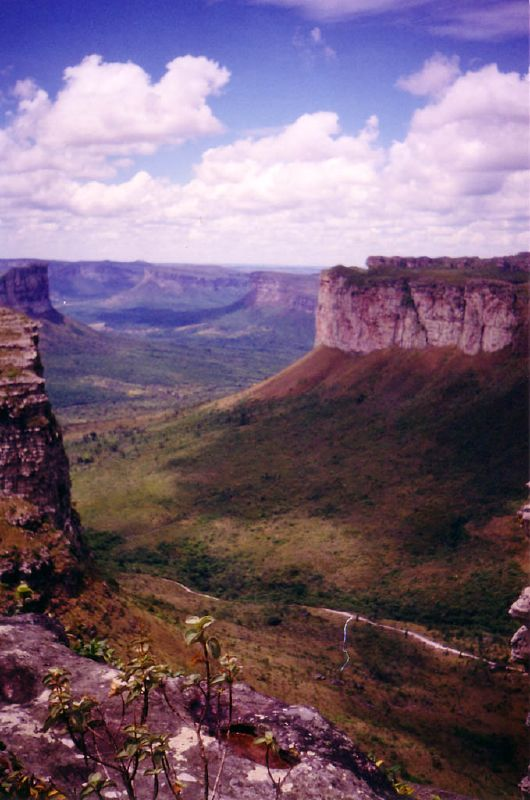
Vu d'une chapada au parc National Diamantina à Bahia, Brazil

Une chapada est une formation géologique au-dessus de 600 mètres qui contient une partie plane sur son sommet. Cette forme plane est due à l'érosion. Normalement, ce sont des régions de faible altitude et la chapada se détache sur le reste du paysage.
Au Brésil, il existe des chapades dans les régions centre-ouest et nord-est. Les chapades du centre-ouest, comme celles des Veadeiros au Goias et des Guimarães au Mato Grosso. sont des lignes de partage des eaux entre les bassins de l'Amazone, de la Plata, du São Francisco et du Tocantins. Au nord-est oriental, la dépression du sertão et celle du São Francisco souffrirent une transgression marine qui explique la présence de fossiles de reptiles géants dans la Chapada do Araripe et de gisement de sel gemme. La plus grande chapada brésilienne est la Chapada Diamantina.
- (pt) Cet article est partiellement ou en totalité issu de l’article de Wikipédia en portugais intitulé « Chapada » (voir la liste des auteurs).